# 2011年拉脫維亞議會選舉
拉脫維亞於2011年7月23日舉行該國首次議會解散公投，隨後在2011年9月17日舉行提前選舉。 上屆議會選舉於2010年10月舉行。
和諧中間聯盟以31席成為第一大黨，是第一次親俄政黨成為最大黨。上屆第一大黨團結黨拿下20席。滑落至第三大黨，次於發起議會解散公投的前總統瓦爾迪斯·札特勒斯所領導的札特勒斯改革黨。右派的民族聯盟獲得14席。綠人與農民聯盟與拉脫維亞第一黨/拉脫維亞之路在本次選舉嚴重挫敗。
札特勒斯與時任總理瓦爾迪斯·東布羅夫斯基斯很快達成結盟協議。札特勒斯因認定綠人與農民聯盟是寡頭政黨而被排除在組閣協商之外。最後，札特勒斯改革黨、團結黨與民族聯盟在10月11日達成協議，東布羅夫斯基斯續任總理。新內閣在10月28日由議會通過。有六名議員離開札特勒斯改革黨，但仍會支持新內閣。

## 背景
在選前，發生數個影響拉脫維亞政黨的事件：
- 社會民主「和諧」黨合併陶格夫匹爾斯市黨（Daugavpils City Party）[3]
- 人民黨（People's Party）因債務與支持度滑落而解散[4]
- 為了祖國與自由/拉脫維亞民族獨立運動（For Fatherland and Freedom/LNNK）和全為拉脫維亞！（All For Latvia!）組成的選舉聯盟民族聯盟正式成為聯合政黨[5]
- 新時代黨、公民聯盟（Civic Union）和其他政治社會黨（Society for Other Politics）組成的選舉聯盟團結聯盟成為聯合政黨[6]
- 前總統瓦爾迪斯·札特勒斯（公投發起人）成立札特勒斯改革黨，在民調中獲得高支持度。該黨目標為破除寡頭對拉脫維亞政治的影響。在人民黨解散後，該黨認為代表寡頭的政黨為綠人與農民聯盟與拉脫維亞第一黨/拉脫維亞之路[5]

## 結果
和諧中間聯盟以29%的得票成為第一大黨，獲得21%支持度的札特勒斯改革黨和18%的團結黨居次。 民族聯盟和綠人與農民聯盟為另兩組進入議會的政黨，得票率分別為14%與12%。 和諧中間聯盟的勝利是拉脫維亞獨立以來親俄政黨的第一次勝利。該黨與統一俄羅斯黨親近。
|                                             | 政黨                                                                    | 得票數  | %      | 增減    | 席次 | ±   |
| ------------------------------------------- | ----------------------------------------------------------------------- | ------- | ------ | ------- | ---- | --- |
|                                             | 和諧中間聯盟                                                            | 259,930 | 28.36% | +1.75%  | 31   | +2  |
|                                             | 札特勒斯改革黨                                                          | 190,853 | 20.82% | 新      | 22   | 新  |
|                                             | 團結黨                                                                  | 172,567 | 18.83% | −13.07% | 20   | −13 |
|                                             | 民族聯盟                                                                | 127,208 | 13.88% | +6.05%  | 14   | +6  |
|                                             | 綠人與農民聯盟                                                          | 111,955 | 12.22% | –7.90%  | 13   | –9  |
|                                             | 拉脫維亞第一黨/拉脫維亞之路                                             | 22,131  | 2.41%  | –5.40%  | 0    | –8  |
|                                             | 為了團結拉脫維亞人權                                                    | 7,109   | 0.78%  | –0.69%  | 0    | ±0  |
|                                             | 最後黨（Pēdējā partija）                                                | 4,471   | 0.49%  | –0.41%  | 0    | ±0  |
|                                             | 為了總統制共和（Par prezidentālu republiku）                            | 2,881   | 0.31%  | –0.44%  | 0    | ±0  |
|                                             | 人民控制黨（Tautas kontrole）                                           | 2,573   | 0.28%  | –0.14%  | 0    | ±0  |
|                                             | 拉脫維亞社會民主工人黨                                                  | 2,531   | 0.28%  | –0.37%  | 0    | ±0  |
|                                             | 自由。免於恐懼、仇恨和憤怒（Brīvība. Brīvs no bailēm, naida un dusmām） | 2,011   | 0.22%  | 新      | 0    | 新  |
|                                             | 基督教民主聯盟                                                          | 1,994   | 0.22%  | –0.15%  | 0    | ±0  |
|                                             | 無效票                                                                  | 1,211   |        |         |      |     |
| 總和                                        | 總和                                                                    | 917,680 | 100%   |         | 100  |     |
| 投票率：59.49% 來源：拉脫維亞中央選舉委員會 |                                                                         |         |        |         |      |     |

## 政府籌組
儘管成為第一大黨，和諧中間聯盟仍無法在選後組成多數聯盟。 烏薩科夫斯在選後與札特勒斯改革黨、團結黨展開組閣協商，但政治分析家表示會談的絆腳石將是和諧中間聯盟與俄羅斯的關係。 預測最有可能由札特勒斯改革黨、團結黨和民族聯盟組成執政聯盟。 瓦爾迪斯· 東布羅夫斯基斯被認為將可續任總理。
札特勒斯在2011年10月1日表示他支持與和諧中間聯盟結盟，並由東布羅夫斯基斯出任總理。 然而在2011年10月10日，報導指出民族聯盟將加入執政聯盟。

## 外部連結
- （拉脱维亚文） 官方選舉結果（页面存档备份，存于）
- NSD: 歐洲選舉資料庫-拉脫維亞（页面存档备份，存于）